# 阿媽有咗第二個
《阿媽有咗第二個》是一部2022年上映的香港電影，由彭秀慧編劇、執導及監製，毛舜筠、姜濤、柳應廷領銜主演，岑珈其、鄧麗英主演。電影獲電影發展基金電影製作融資計劃融資金額400萬。迪士尼媒體和娛樂發行已購入本片獨家版權，並於2023年1月28日晚上9:30在香港區Disney+獨家串流上線。迪士尼傳媒旗下衛視電影台(香港)亦於2023年1月28日晚上9:30獨家首播。
本片成為2022年度10大全球電影香港票房排行榜第9位及華語電影第3名。此片獲得第41屆香港電影金像獎四個提名，包括最佳女主角毛舜筠、最佳男配角羅永昌、最佳新演員柳應廷及最佳原創電影歌曲《風雨不改》（姜濤主唱）。
電影榮獲第十四季美國芝加哥亞洲躍動電影節觀眾票選獎及第23屆美國聖地牙哥亞洲電影節觀眾奬第二名，以及英國「大銀幕賞 2022」國際劇情長片行銷年度奬提名。 另外，此片入圍多個國際電影節，包括日本第十七屆大阪亞洲電影節競賽項目、台北電影節「亞洲稜鏡」單元、紐約亞洲電影節「香港全景」電影系列、第46 屆香港國際電影節、第42 屆夏威夷國際電影節和捷克第18 屆布拉格亞洲電影節等。

## 故事大綱
多年前曾一手捧紅多位巨星的歌手經理人余美鳳（毛舜筠飾），婚後選擇全面告別職場，專心相夫教子。如今兒子盧子軒（柳應廷飾）即將到外國升讀大學，美鳳決定重出江湖，藉以尋回人生價值。一次偶然機會，美鳳認識了在茶餐廳送外賣的方晴（姜濤飾），並成功以極短時間令他成為新晉偶像。職場上鋒芒再露的美鳳，再加上她對方晴呵護備至的照顧，卻令子軒感到被冷落，揭開了母子長年未解的感情裂痕......

## 演員
| 演員   | 角色       | 備註 |
| 毛舜筠 | 余美鳳     | 美鳳姐 盧立仁之妻，後離婚 盧子軒之母 古巨基之前經理人 方晴之經理人，發掘方晴當歌手，視他為第二個兒子 劇情內容 被方晴邀請一同往韓國，但最後決定留港陪同盧子軒繼續升學 |
| 姜 濤  | 方 晴      | 家麒、小Ann之好友 永發茶餐廳外賣員 後被余美鳳發掘成歌手 劇情內容 父親醉酒駕駛而導致母親身亡因而入獄，自小由姑媽照顧 後獨自往韓國發展                                 |
| 柳應廷 | 盧子軒     | Jonathan 盧立仁、余美鳳之子 中學生、話劇導演、IB高材生 劇情內容 妒忌方晴搶走余美鳳對他的母愛，後和好 原打算中學畢業後往英國劍橋大學升學，後擱置計劃，改為留港升學    |
| 岑珈其 | 家 麒      | 樂文藝術學院員工 方晴、小Ann之好友 Norman、余美鳳之下屬 |
| 鄧麗英 | 小Ann      | 樂文藝術學院員工 家麒、方晴之好友 Norman、余美鳳之下屬 |
| 尹揚明 | 盧立仁     | 余美鳳之夫，有外遇，後離婚 盧子軒之父 在廈門經商 |
| 羅永昌 | 方先生     | 方晴之父親，與其不和，後和好 劇情內容 因醉酒駕駛撞死妻子同對面線司機而入獄九年，後出獄，但一直被方晴痛恨害死其母                                                     |
| 陳宗澤 | Tim        | 盧子軒之同班同學 |
| 曾樂彤 | Samantha   | 盧子軒之同班同學 |
| 張蔓姿 | Angela     | 盧子軒之同班同學 方晴之歌迷、「晴天娃娃」會長 |
| 谷德昭 | Norman Yau | 余美鳳之前下屬 樂文藝術學院創辦人 |
| 唐劍康 | Philip     | 電台CEO 余美鳳之前下屬，與她口和心不和 |
| 舒文   | 舒文       | 方晴之音樂監製 |
| 古巨基 | 古巨基     | Leo 曾經是余美鳳管理的歌手 與方晴合唱錄音 (友情客串) |
| 千雪   | Sarah      | 余美鳳昔日好友，盧立仁外遇 |

## 發行
電影在2022年2月入圍日本第十七屆大阪亞洲電影節競賽項目，並於3月12及15日於電影節期間作全球首映，3月12日場次門票於19小時內沽清。
2022年3月1日宣佈參加芝加哥亞洲躍動電影節的「香港電影巡禮」，於4月2日放映一場，門票於短時間內已售罄。《阿媽有咗第二個》最後更榮獲第十四季芝加哥亞洲躍動電影節觀眾票選獎（Audience Choice Award）。
2022年6月3日公佈入選台北電影節「亞洲稜鏡」，於6月26日放映一場，門票於1分鐘內沽清。 在台北電影節2022觀眾票選排行榜位列三甲，首五天成為榜首電影。
2022年6月16日宣佈入選紐約亞洲電影節 （页面存档备份，存于）「香港全景」電影系列，在2022年7月26日於紐約林肯中心電影協會放映一場，門票於7月1日開賣1小時內沽清。 
受到新加坡嘉華影城公司及Clover Films 邀請参與「2022香港電影: 全新世代」特選放映電影系列，於2022年6月30日在新加坡怡豐城電影院放映一場（廣東話版本）。
第46 屆香港國際電影節「光影浪潮 香港電影新動力」巡迴影展新加坡站，是與新加坡電影學會合辦，《阿媽有咗第二個》於2022年9月25及29日在新加坡新達城電影院放映兩場（廣東話版本）。
電影在第42 屆夏威夷國際電影節 -「光影浪潮 香港電影新動力」巡迴影展系列上映，在2022年11月4及10日於 Consolidated Theatres Kahala 影院放映兩場（廣東話版本）。
電影入選美國加州第23屆聖地牙哥亞洲電影節「亞洲流行」(Asia Pop!) 電影系列，於2022年11月5及9日在UltraStar Mission Valley 電影院放映兩場（廣東話版本）。《媽的星寵兒》最後更榮獲第23屆聖地牙哥亞洲電影節觀眾獎（Audience Award）第二名。
2022年10月12日，由英國銀幕國際(Screen International- Media Business Insight MBI) 主辦「大銀幕賞 2022」(The Big Screen Awards 2022) 《阿媽有咗第二個》及英國發行商 Trinity CineAsia 獲國際劇情長片行銷年度奬(International Feature Film Campaign of the Year) 提名及入圍最後六强名單，頒奬禮將於11月24日英國倫敦The Brewery 舉行。
電影在捷克第18 屆布拉格亞洲電影節（Filmasia )「新秀 」(New Talents) 電影系列及「光影浪潮 香港電影新動力」巡迴影展系列上映，在2022年12月3日於Bio Oko 影院放映一場（廣東話版本），並設有放映後導演座談會。
第46 屆香港國際電影節「光影浪潮 香港電影新動力」巡迴影展杜拜站，《媽的星寵兒》於2022年12月10在Cinema Akil 電影院放映一場（廣東話版本）。

## 製作
- 此劇是姜濤和柳應廷首部主演之電影。[31]
- 電影開拍前曾傳出叫《K風暴》（K代表彭秀慧 Kearen），原是劇組為避免泄露，故意在拍板、通告上都寫這個戲名[32]。
- 電影使用油麻地永發茶餐廳及佈滿街道招牌的廣東道為背景，烘托方晴（姜濤飾）身為茶餐廳外賣仔踏單車送外賣的日常生活。[33] 另一場方晴（姜濤飾）在九龍大角咀詩歌舞街一帶以《孤獨病 （页面存档备份，存于）》為背景音樂踏單車的場景。[34]沿街是香港1960年代具實用簡約風格(包浩斯式) 的六層唐樓，充滿港式情懷。[35]
- 電影中Norman Yau（谷德昭飾）開辦的樂文藝術學院是在紅磡黃埔花園德安街的一間爵士芭蕾舞學院取景。[36]
- 此劇使用由張敬軒主理位於佐敦的雅旺錄音室(Avon Recording Studios)拍攝方晴（姜濤飾）錄歌的場景。古巨基借出多個叱咤奬座作為道具，擺放在沙發上。[37][38]
- 第十四季芝加哥亞洲躍動電影節阿媽有咗第二個海報及電影尾段方晴（姜濤飾）與盧子軒（柳應廷飾）對話和打架的場景，是在屯赤隧道屯門入口附近的浩和街拍攝。該處可看見一望無際的海景、大草坪、棕櫚樹、堤壩及燈塔，並譽為「港版邁亞密」。[39]
- 電影中美鳯（毛舜筠飾）和盧子軒（柳應廷飾）的家和與方晴（姜濤飾）道别的屋苑門口，取景地點是在沙田大圍沙田嶺路33號的老牌洋房屋苑金泰別墅一帶。[40]
- 電影中盧子軒（柳應廷飾）所就讀的弘基書院包括樓梯級式的課室、遊廊、禮堂、彩色玻璃窗、貼滿海報和單張的壁佈板和紅色磚牆的樓梯、操場、種植了雞蛋花樹的草地和學校入口等場景是在香港華仁書院取景。[41][42][43]
- 電影中方晴（姜濤飾）拍攝外景造型照和晴天娃娃用冬瓜水應援的地點是位於西貢萬宜水庫東壩的防波堤和六角岩柱一帶，它是香港聯合國教科文組織世界地質公園的主要景點。[44]
- 此劇使用位於金鐘太古廣場香港JW萬豪酒店的Flint餐廳和酒店門口及停車處，拍攝方晴（姜濤飾）、盧子軒（柳應廷飾）及美鳯（毛舜筠飾）三人吃飯和面對方晴歌迷追星行為的場景。[45]
- 電影中美鳯（毛舜筠飾）和方晴（姜濤飾）跟韓國娛樂公司代表會面，並遇見盧立仁（尹揚明飾）及 Sarah（千雪飾）的場口，是在尖沙咀廣東道海洋中心的法國菜餐廳 ÉPURE取景。[46]
- 電影使用香港海洋公園怡慶坊拍攝方晴（姜濤飾）第一個個人演唱會場地，姜濤香港後援會 （页面存档备份，存于）成員扮演方晴歌迷，協助拍攝工作。[47]方晴（姜濤飾）第一個個人演唱會（2022年7月22日舉行）的大型宣傳廣告展示於香港仔隧道往銅鑼灣方向香港銅鑼灣太平洋帆船酒店的紅色外牆上。[48]

## 記事
- 2021年9月18日：此劇進行開鏡拜神儀式。[49]
- 2021年9月25日：此劇煞科。[50]
- 2022年6月1日：此劇發佈先導預告片。[51]
- 2022年6月22日：此劇推出電影紀念品，包括海報、紀念Tee、Hoodie和神秘紀念品。[52]
- 2022年7月8日：此劇發佈電影幕後花絮片段。[53]
- 2022年7月21日：此劇發佈官方預告片。[54]
- 2022年7月22日：此劇應援巴士廣告由姜濤香港後援會 x 柳應廷歌迷會聯合推出，分别是九巴 60X－屯門巿中心至佐敦 (西九龍站) (子軒號)及 九巴 968 號－元朗 (西) 至銅鑼灣 (天后) ( 方晴號 ) 路線的兩架雙層巴士。[55]
- 2022年7月27日：此劇推出紅隧往港島方向横幅廣告及官方巴士廣告，包括十條巴士路線：2A 耀東邨 <-> 灣仔北、5B 堅尼地城 <-> 銅鑼灣 / 香港大球場、10 北角碼頭 <-> 堅尼地城、25 中環 5 號碼頭 <-> 寶馬山、85 小西灣 (藍灣半島) <-> 寶馬山／北角、99 海怡半島 <-> 筲箕灣、101 觀塘 (裕民坊) <-> 堅尼地城、112 蘇屋邨 <-> 北角 (百福道)、682烏溪沙站 <-> 柴灣 (東)及930灣仔北 <-> 荃灣 (愉景新城／荃灣西站)。[56]
- 2022年7月27日：此劇推出由香港盲人輔導會錄製口述影像電影，由口述影像員彭晴、口述影像撰稿員高凱琳及口述影像審稿及錄音監製關恩慈負責。口述影像電影於十一間戲院公映。[56]
- 2022年7月30日至31日、8月6日至8月7日：此劇推出優先分享場，電影放映後設導演分享會。[56]
- 2022年8月4日，此劇在港澳地區的英皇戲院推出獨家電影紀念票， 一面是三位主角的主海報；另一面是方晴（姜濤飾）與子軒 （柳應廷飾）對坐在海邊的場景。凡於英皇戲院購買此劇戲票可獲電影紀念票1張。[57]
- 2022年8月6日至7日，此劇在港九新界各影院推出優先場。[58]
- 2022年8月7日，此劇三部應援電車（10、53、96號）廣告推出。[59]
- 2022年8月日，此劇推出獨家角色珍藏卡。凡於8月11-31日期間一連三星期憑港澳英皇戲院此劇戲票，在英皇戲院小食部購買細爆谷套餐， 可獲贈角色珍藏卡1套（共三套8款）。[57]
- 2022年8月9-11日，此劇在銅鑼灣時代廣場四部子彈電梯推出三位主角的廣告。[60]
- 2022年8月10日，此劇在銅鑼灣時代廣場舉行首映禮，並舉行VIP首映日特别場，一眾主創包括導演彭秀慧、毛舜筠、曾樂彤、岑珈其 、鄧麗英及陳宗澤出席。[61]
- 2022年8月11日，此劇推出2款限量電影明信片，凡購買8月11日至8月17日場次戲票1張，可獲贈限量電影明信片1張。[62]
- 2022年8月12日，此劇在尖沙咀iSQUARE英皇戲院推出方晴（姜濤飾）和子軒（柳應廷飾）對坐在海邊及三位主角的巨型打卡牆長廊。[57]
- 2022年8月13-14、20-21、27-28日；9月3-4、10-11、18、20、24-25日；10月15-16日，此劇在港九新界舉行導演與演員謝票場。[63]
- 2022年8月15日，此劇方晴（姜濤飾）首個位於銅鑼灣希慎廣場附近的户外應援廣告由姜濤香港後援會推出。[64]
- 2022年8月16日，此劇推出7款限量電影明信片，凡購買8月18日至8月24日場次戲票1張，可獲贈限量電影明信片1張。[62]
- 2022年8月17日，此劇主題曲《風雨不改》（姜濤主唱）派台。[65]
- 2022年8月18日，此劇推出由谷德昭主持的直播訪問，嘉賓有導演彭秀慧及女主角毛舜筠。[66]
- 2022年8月23日，此劇推出三款模仿電影中Samantha （曾樂彤飾）送給子軒 （柳應廷飾），子軒又轉送給方晴（姜濤飾）的日本「御守」，包括「事業御守-方晴」、「健康御守-美鳯」和「學業御守-子軒」，凡購買8月25-31日正價戲票兩張，可獲贈「御守」1個。[62]
- 2022年8月24日，此劇電影原聲專輯推出，共收錄電影内29首曲目及附有電影精美相集。[67]
- 2022年8月25日，此劇插曲古巨基和姜濤合唱的《愛回家》在古巨基 Leo Ku youtube channel正式發佈。[68]
- 2022年8月26-9月8日，此劇方晴（姜濤飾）第一首派台歌（電影主題曲）《風雨不改》的港九新界户外巴士站應援廣告，由姜濤香港後援會推出。[69]
- 2022年8月30日，此劇推出3款限量A3海報，凡購買9月1 - 7日場次正價戲票兩張，可免費獲贈A3海報1張。[57]
- 2022年9月1日，此劇發佈電影製作特輯，訪問三位主角姜濤、毛舜筠和柳應廷以及導演彭秀慧對演員和角色如何演繹的看法。[70]
- 2022年9月6日，此劇推出「方晴」演唱會A3海報，凡購買9月8 - 14日正價戲票兩張，可免費獲贈電影珍藏版海報1張。[71]
- 2022年9月6日，此劇會在9月8 - 14日戲院放映電影後附加首播《風雨不改》電影主題曲MV。[72]
- 2022年9月10日，此劇發佈第二個電影製作特輯，訪問女主角毛舜筠及導演彭秀慧對拍攝女人戲的演繹方法。[73]
- 2022年9月14日，此劇兩部新應援電車（139號- 美鳯、子軒；110號- 方晴）廣告推出。[74]
- 2022年9月21日，此劇發佈第三個電影製作特輯，穿插美鳯（毛舜筠飾）和子軒（柳應廷飾）的母子對話場口和觀眾的觀後感。[75]
- 2022年10月4日，此劇在九龍新界舉行四場導演分享場。[76]
- 2022年10月4日，此劇發佈電影拍攝花絮，美鳯（毛舜筠飾）和子軒（柳應廷飾）進場看《未來 . 未來》舞台劇表演及子軒應考公開試的場口，柳應廷歌迷會成員参與拍攝工作。[77]
- 2022年10月8日，此劇在凌晨三時左右推出英皇戲院 iSQUARE IMAX 影院10月16日導演特别謝票場，門票在一小時内售罄。[78]
- 2022年10月8日，此劇接連多天加開10月13、14、16、18-19日英皇戲院 iSQUARE IMAX 影院特别場。[63]
- 2022年10月26日，此劇兩部新應援電車（93號-紫色車身 - 子軒、方晴；138號- 淺藍色車身 - 方晴、子軒）廣告推出。[79]
- 2022年10月26日，此劇推電影原聲專輯特別版  "ONCE Deluxe Version " ，當中收藏了很多方晴（姜濤飾）在演唱會內出現過的物品及演唱會  "Once Live In HK "  相集。每賣出一盒，主辦單位會捐出港幣$200到指定慈善教育基金。[80]
- 2022年11月1日，此劇為慶祝香港票房將突破4000萬，送出附有三位主要演員毛舜筠、姜濤、柳應廷及導演彭秀慧聯合親筆簽名電影海報20份。 参加者須寫一封信給此劇中任何一位角色，導演會親自挑選勝出者獲得海報。[81]
- 2022年11月5日，此劇於尖沙咀iSQUARE英皇戲院舉行慈善觀映禮及謝票場，由導演彭秀慧帶領主要演員姜濤和柳應廷、其他演員陳宗澤、張蔓姿、鄧麗英、曾樂彤、羅永昌和唐劍康出席。[82]
- 2022年11月7日，此劇推出「方晴」在廣東道踏單車的A3海報，凡購買11月7日或以後場次的正價戲票兩張，可免費獲贈電影珍藏版海報1張。[83]
- 2022年11月17日， 此劇推出盧子軒（柳應廷飾）坐在草地的A3海報，凡購買11月19日起場次之正價戲票1張，可免費獲贈電影珍藏版海報1 張。[84]
- 2022年11月19日，此劇在港九舉行導演與主要演員柳應廷謝票場。[85]
- 2022年11月19日，此劇發佈第四個電影製作特輯電影說的話，訪問三位主角姜濤、毛舜筠和柳應廷以及導演彭秀慧對電影如何影响他們對關係和情緖的看法。[86]
- 2022年12月21日，此劇推出12月24-27日英皇戲院聖誕場。[87]
- 2023年1月17日，此劇舉行慶功宴，演員及幕後工作人員出席，共11圍宴席。[88]
- 2023年1月21日，電影在印尼K-Vision 衛視電視台獨家首播。[89]
- 2023年1月28日，此劇在香港區Disney+獨家串流上線及衛視電影台(香港)亦於2023年1月28日晚上9:30獨家首播。[90]
- 2023年1月29日，電影在香港Now TV 衛視電影自選點播正式上架。[91]

## 票房
香港開畫票房為港幣170萬；開畫11天票房紀錄為港幣2000萬。
開畫近6個月，電影最終累積票房達4279萬，成為2022年第3部票房超過4000萬的香港電影，位列香港華語電影最高票房收入第29位。 2022年度10大全球電影香港票房排行榜第9位及華語電影第3名。
台灣上映由2022年9月2日至10月16日，累計新台幣434,983。
| 上一届： 《殺手列車》 | 2022年香港一週票房冠軍 第32-33週 | 下一届： 《明日戰記》 |
| 上一届： 《殺手列車》 | 2022年香港週末票房冠軍 第33-34週 | 下一届： 《明日戰記》 |

## 歌曲
| 歌名                 | 作曲            | 作詞   | 編曲                      | 監製                        | 演唱者       |
| -------------------- | --------------- | ------ | ------------------------- | --------------------------- | ------------ |
| 暫定                 | KW朱敏希        | 林若寧 | Cousin Fung               | Tim@Dear Jane、廖志華       | 姜濤         |
| 一號種籽             | Cousin Fung     | 陳詠謙 | Cousin Fung               | Edward Chan                 | 姜濤         |
| 孤獨病               | 林奕匡          | 陳詠謙 | 黃艾倫、翁瑋盈            | 黃艾倫、翁瑋盈、Edward Chan | 姜濤         |
| 愛回家               | Dick Lee        | 林夕   | 黃艾倫、翁瑋盈            | 古巨基                      | 古巨基、姜濤 |
| Jonathan's Soliloquy | 黃艾倫、翁瑋盈  | 翁瑋盈 | Goro Wong、黃艾倫、翁瑋盈 | 黃艾倫、翁瑋盈              | 柳應廷       |
| 風雨不改             | 黃艾倫、翁瑋盈  | 陳詠謙 | 黃艾倫、翁瑋盈            | 黃艾倫、翁瑋盈、Edward Chan | 姜濤         |
| 今天只做一件事       | Joey Tang、舒文 | 周耀輝 | Goro Wong、翁瑋盈         | 黃艾倫、翁瑋盈、Edward Chan | 姜濤         |

## 電影原聲大碟
《阿媽有咗第二個電影原聲專輯》全碟由黃艾倫、翁瑋盈監製，收錄電影主題曲、插曲及配樂合共29首作品，於2022年8月24日由英皇娛樂在香港發行。

## 奬項
| 年份 | 頒獎典禮                                      | 獎項                                                                     | 姓名                                                      | 結果   |
| ---- | --------------------------------------------- | ------------------------------------------------------------------------ | --------------------------------------------------------- | ------ |
| 2022 | 第十四季芝加哥亞洲躍動電影節                  | 觀眾票選獎（Audience Choice Award）                                      |                                                           | 獲獎   |
| 2022 | 「大銀幕賞2022」(The Big Screen Awards 2022)  | 國際劇情長片行銷年度奬 (International Feature Film Campaign of the Year) | Mama's Affair Trinity CineAsia                            | 提名   |
| 2022 | 美國加州第23屆聖地牙哥亞洲電影節              | 觀眾獎 ( Audience Award）                                                |                                                           | 第二名 |
| 2022 | AEG 娛樂人氣王2022                            | 最佳導演（電影）                                                         | 彭秀慧                                                    | 獲獎   |
| 2022 | AEG 娛樂人氣王2022                            | 最佳新演員（電影）                                                       | 柳應廷                                                    | 獲獎   |
| 2022 | 第十四屆澳門國際電影節                        | 最佳編劇                                                                 | 彭秀慧                                                    | 提名   |
| 2022 | Yahoo搜尋人氣大獎2022                         | 人氣電影主題曲                                                           | 《風雨不改》（主唱：姜濤）                                | 獲獎   |
| 2022 | 香港電影Hong Kong Movie 2022年度總結          | MOVIE6 用戶最喜愛港產片                                                  |                                                           | 第二名 |
| 2022 | 加拿大中文電台至Hit中文歌曲排行榜2022全國總選 | 專業推崇十大歌曲                                                         | 《風雨不改》（主唱：姜濤）                                | 獲奬   |
| 2022 | 加拿大A1中文電台A1流行榜2022                  | 我最喜愛歌曲                                                             | 《風雨不改》（主唱：姜濤）                                | 獲奬   |
| 2023 | 第41屆香港電影金像獎                          | 最佳女主角                                                               | 毛舜筠                                                    | 提名   |
| 2023 | 第41屆香港電影金像獎                          | 最佳男配角                                                               | 羅永昌                                                    | 提名   |
| 2023 | 第41屆香港電影金像獎                          | 最佳新演員                                                               | 柳應廷                                                    | 提名   |
| 2023 | 第41屆香港電影金像獎                          | 最佳原創電影歌曲                                                         | 《風雨不改》 作曲：黃艾倫、翁瑋盈 填詞：陳詠謙 主唱：姜濤 | 提名   |

## 外部連結
- 香港影庫上《阿媽有咗第二個》的資料（繁體中文）
- 豆瓣电影上《阿媽有咗第二個》的資料 （简体中文）
- 互联网电影数据库（IMDb）上《阿媽有咗第二個》的资料（英文）
- 阿媽有咗第二個的Facebook專頁
- 阿媽有咗第二個的Instagram帳戶